# Mathurin Régnier
Mathurin Régnier (ur. 21 grudnia 1573 w Chartres, zm. 22 października 1613 w Rouen) – francuski poeta.
Był jednym z głównych twórców w okresie kształtowania się klasycyzmu i kontynuatorem Plejady. Przeciwstawiał się doktrynie François de Malherbe'a. Pozostając pod wpływem poezji Horacego i Juwenalisa oraz filozofii Michela de Montaigne’a napisał swoje główne dzieło – 16 satyr na francuskie społeczeństwo (Satires 1608–1612). Był mistrzem obserwacji obyczajowej i portretu psychologicznego.